# Marble Sounds
Marble Sounds is een Belgische postrockband rond zanger Pieter Van Dessel. Een belangrijk kenmerk van de muziekgroep is het melancholisch karakter van hun liedjes.

## Geschiedenis
De groep Marble Sounds werd gevormd in 2007. Pieter Van Dessel, ook actief bij electrogroep Plastic Operator, nam begin 2007 een eerste ep op onder de naam Marble Sounds. Deze ep, A painting or a spill kwam terecht op de playlist van Radio 1 en Studio Brussel. Later dat jaar omringde hij zich met andere muzikanten waardoor een volwaardige band gevormd werd. In maart 2010 bracht de groep een eerste full-cd uit. De cd, die de naam Nice is good draagt, kreeg positieve kritiek in o.a. De Morgen. In 2013 volgt een tweede album (Dear Me, Look Up) en begin 2016 een derde: Tautou. Qua sound wordt de band vergeleken met Kings of Convenience en Turin Brakes.

## Music Industry Award
In 2010 werden ze genomineerd voor een Music Industry Award in de categorie Beste videoclip voor de clip van hun song Sky High. Ze konden de nominatie echter niet verzilveren.
In 2014 werden ze genomineerd in de categorie "Beste Groep" en "Beste videoclip" (Leave A Light On).

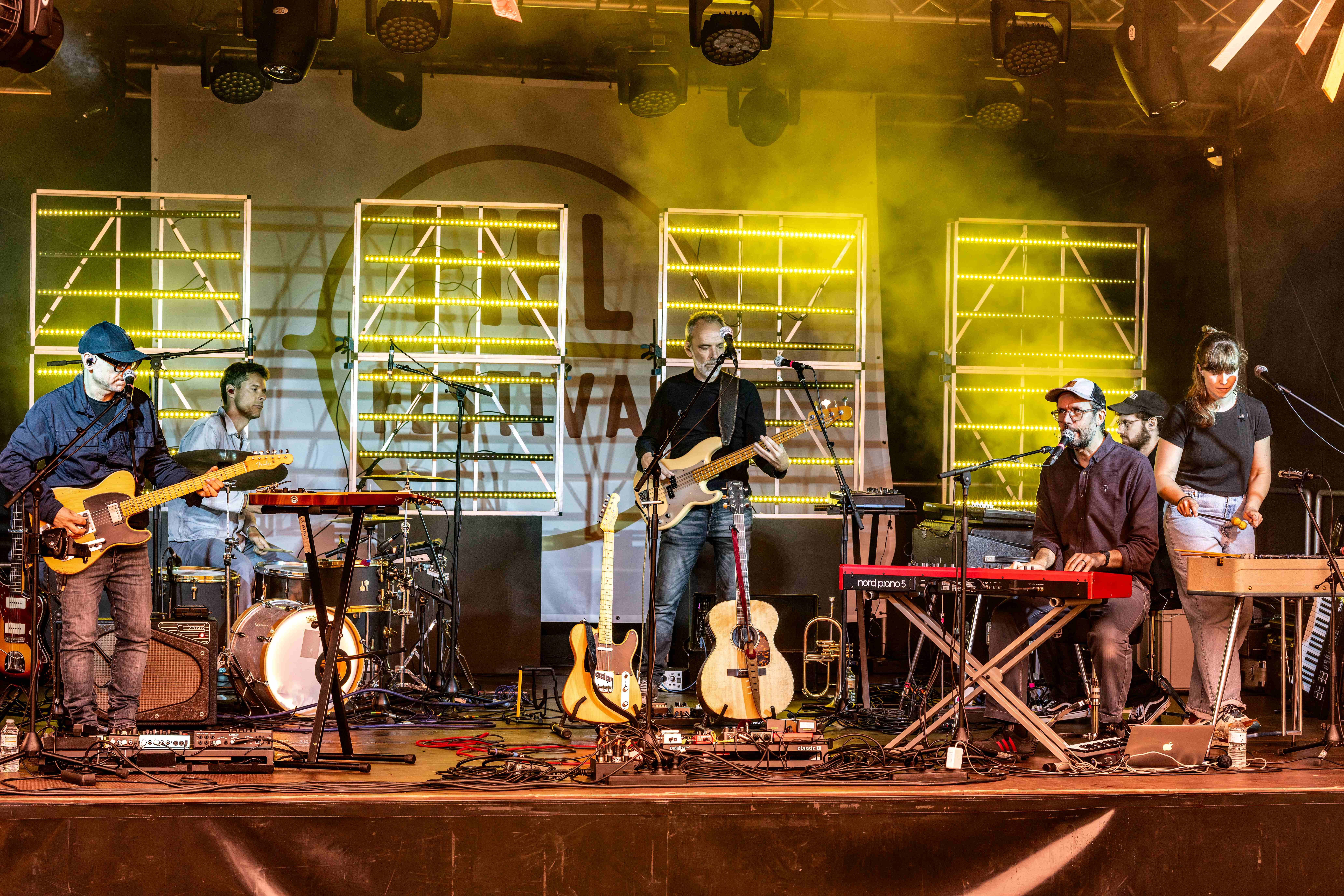
Marble Sounds in 2025

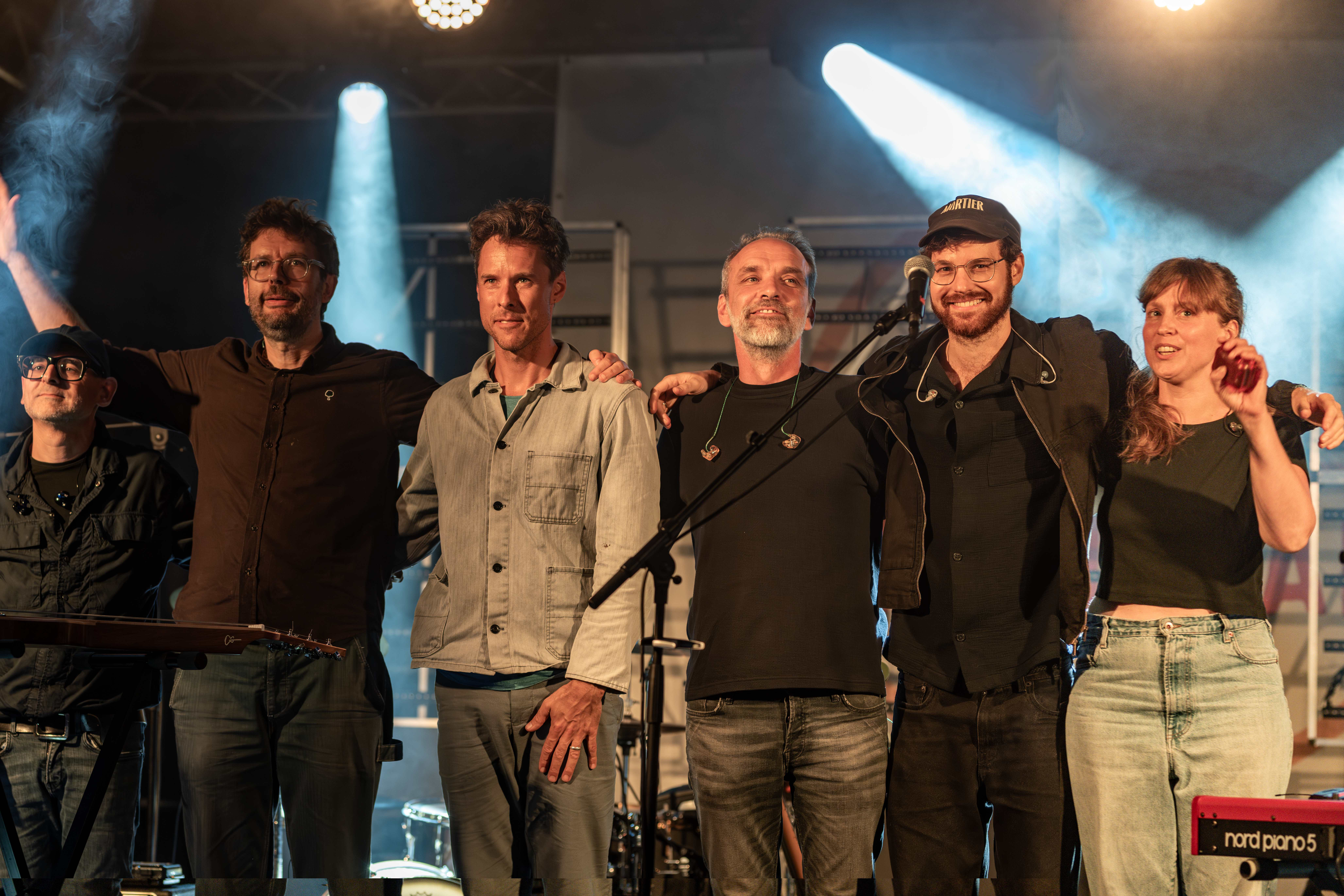
Marble Sounds in 2025

## Bandleden
- Pieter Van Dessel: zang, gitaar, toetsen
- Gianni Marzo (ook actief bij Isbells): gitaar
- Gerd Van Mulders (ook actief bij Isbells): basgitaar, bugel
- Brecht Plasschaert: toetsen
- Mattijs Vanderleen: drums
- Renée Sys: zang

## Discografie

### Albums
| Album met hitnotering(en) in de Vlaamse Ultratop 200 albums | Datum van verschijnen | Datum van binnenkomst | Hoogste positie | Aantal weken | Opmerkingen |
| ----------------------------------------------------------- | --------------------- | --------------------- | --------------- | ------------ | ----------- |
| Nice is good                                                | 15-03-2010            | 27-03-2010            | 58              | 3            |             |
| Dear me, look up                                            | 25-03-2013            | 06-04-2013            | 27              | 39           |             |
| Tautou                                                      | 15-01-2016            | 23-01-2016            | 22              | 20           |             |
| The advice to travel light                                  | 21-09-2018            | 28-09-2018            | 91              | 7            |             |
| Marble Sounds                                               | 7-10-2022             | 15-10-2022            | 15              | 11           |             |
| Core memory                                                 | 7-03-2025             | 15-03-2025            | 47              | 1*           |             |

### Ep
- A painting or a spill (2007)
- Traces - Outtakes vol. I (2020)
- Recast - Outtakes vol. II (2020)

### Singles
| Single met hitnotering(en) in de Vlaamse Ultratop 50 | Datum van verschijnen | Datum van binnenkomst | Hoogste positie | Aantal weken | Opmerkingen |
| ---------------------------------------------------- | --------------------- | --------------------- | --------------- | ------------ | ----------- |
| Sky High                                             | 2011                  | 29-01-2011            | tip13           | -            |             |
| No One Ever Gave Us the Right                        | 2013                  | 06-04-2013            | tip59           | -            |             |
| Leave a Light On                                     | 2013                  | 14-12-2013            | 15              | 11           |             |
| Photographs                                          | 2014                  | 15-03-2014            | tip19           | -            |             |
| The First Try                                        | 2016                  | 30-01-2016            | tip38           | -            |             |
| Anyhow (Even Now)                                    | 22-06-2018            | 07-07-2018            | tip33           | -            |             |
| Speeches                                             | 21-09-2018            | 06-10-2018            | tip48           | -            |             |
| About You                                            | 2019                  | 23-09-2019            | tip             | -            |             |
| The Numbers Game                                     | 2020                  | 18-04-2020            | tip             | -            |             |
| Traces                                               | 2021                  | 20-02-2021            | tip             | -            |             |
| The Sound of Boots                                   | 2021                  | 27-02-2021            | tip             | -            |             |

### Compilaties
- Loving Takes This Course - A Tribute to Kath Bloom (song: Come Here) (2009)
- Ruisbestuiving (song: Set a Fire) (2011)
- Vynilla 30 (song: Bette Davis Eyes) (2012)
- Te Gek!?, volume 5 (song: Hazy) (2012)
- Copy of 98 - A Tribute to Dead Man Ray's Berchem (song: Inc.) (2013)
- Belpop helden (song: The Sound of Boots) (2021)

### Remixes
- Soon - Serenade The City (2006)
- Yuko - No Trees Up Here (2008)
- The Bear That Wasn't - Headphones (2010)
- The Black Atlantic - The Flooded Road (2012)
- Amatorski - 22 Februar (2012)
- True Bypass - Would You (2012)
- Chantal Acda - Endless (2018)